# Pleyel (album)
Pour les articles homonymes, voir Pleyel (homonymie).
Albums de France Gall
Concert public Olympia / Concert acoustique M6
(1997)
Pleyel est un album live de France Gall enregistré à la Salle Pleyel à Paris en 1994 et paru en 2005.

## Note de France Gall
« Premier spectacle où je me lance avec une nouvelle équipe. Cinq musiciens plus François avec ses programmations rythmiques R&B, New Jack, Leïla la choriste et les quatre Gosbos pour les chœurs (les jumeaux Thierry et Renaud) et la danse (Tino et Steevy). Avec eux j'ai découvert une autre musique, un humour différent, les vêtements larges et les grosses chaussures qui vous font bouger autrement. J'étais bien parmi eux, rarement un spectacle ne s’est préparé avec autant d'enthousiasme. »[réf. souhaitée]

## Titres
| No  | Titre                     | Durée |
| --- | ------------------------- | ----- |
| 1.  | On n'est pas seul         | 2:34  |
| 2.  | Musique                   | 4:41  |
| 3.  | Résiste                   | 5:25  |
| 4.  | Laissez passer les rêves  | 5:26  |
| 5.  | Mais, aime-la             | 4:49  |
| 6.  | Cézanne peint             | 5:14  |
| 7.  | Diego, libre dans sa tête | 6:05  |
| 8.  | Les Princes des villes    | 7:20  |
| 9.  | Les Uns contre les autres | 4:23  |
| 10. | Message personnel         | 4:17  |
| 11. | Superficiel et Léger      | 5:45  |
| 12. | Débranche                 | 6:58  |
| 13. | Si, maman, si             | 6:31  |
| 14. | La Bonne Musique          | 7:39  |

## Crédits

### Chansons
- Paroles et musique de Michel Berger sauf :
  - Les Uns contre les autres, paroles de Luc Plamondon et musique de Michel Berger, extraite de l'opéra-rock Starmania
  - Message personnel, paroles de Françoise Hardy[2] / Michel Berger et musique de Michel Berger.

### Musiciens et autres artistes
- Guitare : David Rhodes
- Batterie : Christophe Deschamps
- Claviers et direction musicale : Jean-Yves D'Angelo
- Basse : Philippe Chayeb
- Bandonéon : Per Arne Glorvigen
- Programmation : François Fourlin
- Choriste : Leila Rami
- Choristes et danseurs : Thierry et Renaud Bidjeck
- Danseurs : Bertin Gbami Daly, Steevy Gustave

### Production du spectacle
- Représentations du 27 septembre au 1er octobre 1994 à la Salle Pleyel
- Production : Gilbert Coullier pour Gilbert Coullier Organisation
- Producteur : Dominique Letessier
- Mise en scène : France Gall
- Direction artistique : France Gall
- Chorégraphie : France Gall et Steevy Gustave
- Décors : France Gall
- Toile peinte : Dominique Durand
- Costumes : Marithé et François Girbaud, Philippe Forestier
- Éclairages : Jacques Rouveyrollis
- Régisseur général : Christophe Pitras
- Sonorisation salle : Manu Guiot
- Sonorisateur retour : Dominique Forestier

### L'album
- Produit par Bruck Dawit
- Enregistré les 29 septembre et 30 septembre et 1er octobre 1994 à la Salle Pleyel par Manu Guiot et Bruno Sourice avec le studio mobile « De Préférence »
- Mixage : Bruck Dawit au Studio Face B à Paris en septembre 2004
- Éditions Apache France sauf : 
  - Éditions Mondon et Éditions Apache France : Les Uns contre les autres
  - Éditions CMBM : Laissez passer les rêves et Superficiel et Léger
- Album paru le 5 décembre 2005
- 1 CD Warner Music 2564622732
- Photographies pochette : Murielle Bisson, Pierre Terrasson, Thierry Boccon-Gibod
- Graphisme pochette : Labomatic